# San Antonio de las Minas

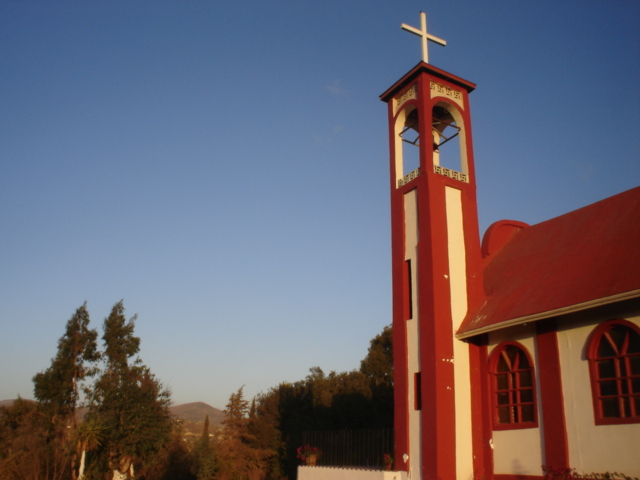
Église du village

San Antonio de las Minas, municipalité de Ensenada État de Basse-Californie, au Mexique. Ce lieu fait partie de la Ruta del Vino et produit un excellent vin Cabernet.
- Superficie : 91,5 km2
- Nombre d'habitants : 144
- Population active : 55
- Nombre d'habitations : 27
- Services publics et infrastructure : électricité, eau potable, téléphone
- Activité économique : agriculture, vignobles du domaine vinicole LaFarga, Tres Valles, Mogor Badán au Rancho « El Mogor », Casa de Piedra, Viña de Liceaga et Bibayoff (de tradition vinicole russe).
- Lieu d'intérêt : un restaurant, la culture de fleurs et de plantes d'ornement.
- Un orphelinat[1].

## Note
1. ↑  Organización Haz la Diferencia - Orphanage